# Kel Mitchell
Kel Johari Rice Mitchell (Chicago, 25 augustus 1978) is een Amerikaans acteur, komiek en muzikant.

## Carrière
Mitchell was van 1994 tot 1999  te zien in de Nickelodeonserie All That. Hij is, samen met Kenan Thompson, de hoofdrolspeler van de spin-off Kenan & Kel, die te zien was van 1996 tot 2000. Daarnaast heeft hij in onder meer de film Good Burger gespeeld. Ook was hij samen met Thompson te zien in Sister, Sister.
Hij heeft ook een gastrol gespeeld "Sam & Cat" Hij speelt ook een rol in Game Shakers als Double G, de zakenpartner van de makers van het bedrijf. Deze serie is de nieuwste serie van Dan Schneider, die op Nickelodeon in de VS in première ging op 12 september 2015.

## Filmografie

### Films
- Good Burger - (1997)
- Peoria Babylon - (1997)
- Mystery Men - (1999)
- The Adventures of Rocky & Bullwinkle - (2000)
- Ganked - (2005)
- Like Mike 2: Streetball - (2006)
- Honeydripper - (2007)
- X's & O's - (2007)
- See Dick Run - (2008)

### Televisie
- All That - (1994-1999)
- Kenan & Kel - (1996-2000)
- The Steve Harvey Show - (1996)
- Sister, Sister - (1997)
- Figure It Out - (1998-1999)
- Sabrina, the Teenage Witch - (1998)
- The Rosie O'Donnell Show - (1998)
- The Amanda Show - (1999)
- Cousin Skeeter - (1999)
- Clifford the Big Red Dog - (2000-2003)
- The Nick Cannon Show - (2002)
- The Parkers - (2003)
- Dance 360 - (2004-2005)
- One on One - (2005-2006)
- I Love Toys - (2006)
- Take the Cake - (2007)
- Attack of the Show - (2007)
- "Sam & Cat" - (2013) Recurring rol #PeezyB
- "Good Luck Charlie" - (2012)	 1 Aflevering, "Strijd van de band"
- "Motorcity" - (2013)
- "Caught on Tape" (2013) Recurring rol
- "De Thundermans" - (2014): 1 aflevering, "Heb een ijsig verjaardag"
- "Game Shakers" - (2015-2019): Hoofdrol, Double G

## Privé
Mitchell trouwde in 1999 met Tyisha Hampton, met wie hij twee kinderen kreeg. Nadat hun huwelijk in 2005 eindigde in een echtscheiding, hertrouwde hij in 2012 met Asia Lee.